# 马在田
马在田（1930年10月4日—2011年6月5日），生于辽宁法库，中国地球物理学家。

## 生平
1957年毕业于苏联列宁格勒矿业学院地球物理系。1991年当选为中国科学院学部委员(院士)。同济大学海洋地质与地球科学学院教授。